# Torre Cajetani
Torre Cajetani är en ort och kommun i provinsen Frosinone i regionen Lazio i Italien. Kommunen hade 1 338 invånare (2018).